# Ismaël Lô

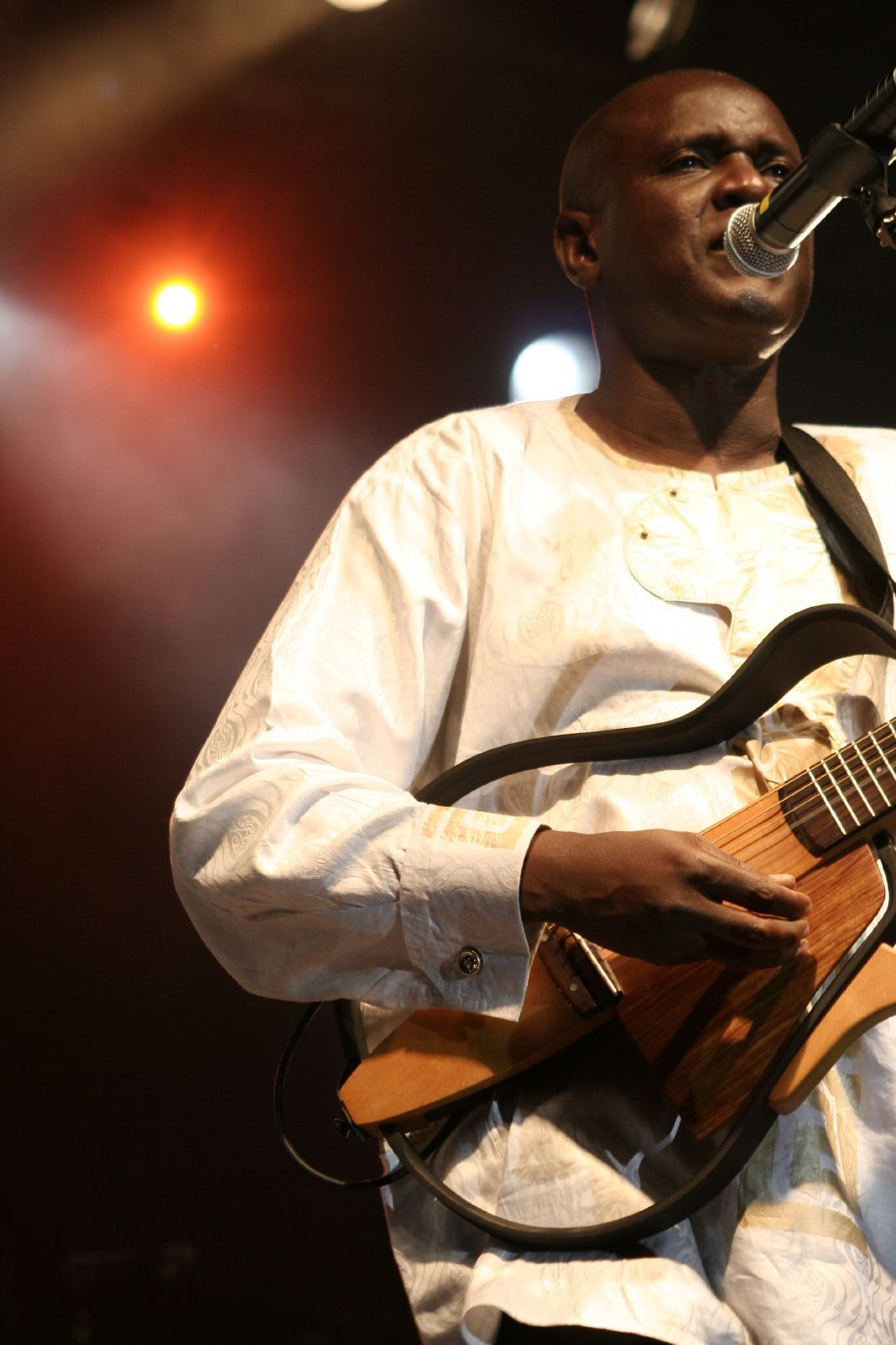
Ismaël Lô beim Mumes Festival auf Teneriffa (2007).

Ismaël Lô (* 30. August 1956 in Dogondoutchi, Niger) ist ein senegalesischer Musiker.

## Leben
Sein Vater ist Senegalese, seine Mutter kommt aus dem Niger. Kurz nach seiner Geburt kehrten seine Eltern nach Senegal zurück, wo er in Rufisque aufwuchs. Er besuchte die École des Beaux Arts in Dakar.
Auf einer Reise durch Gambia traf er die Band Super Diamono de Dakar, woraufhin er sein Kunststudium beendete, in die Gruppe einstieg und in den 1980ern die Musikszene in seiner Heimat deutlich beeinflusste. Super Diamonos Musik verband den landesüblichen Mbalax mit Jazz und Reggae. Ihre Texte handelten von Korruption und Arbeitslosigkeit. Nach vier Jahren ging Lô nach Paris und nahm dort vier Alben mit dem Produzenten Ibrahima Sylla auf.
Er ist ein vielseitiger Sänger und Künstler. Zusätzlich zu seiner sängerischen Begabung lernte er Gitarre und Mundharmonika.
Lô's Lied Tajabone war die Titelmelodie zu Pedro Almodóvars Film Alles über meine Mutter, und zur französischen Zeichentrickserie Kassai und Leuk komponierte er das Titellied Samba Et Leuk.

## Auszeichnungen
- 1997: KORA All Africa Music Awards in den zwei Kategorien Bester Künstler (Westafrika) und Bestes Video[2]

## Diskografie
- 1987: Natt
- 1989: Diawar
- 1990: Ismaël Lô
- 1994: Iso
- 1996: Jammu Africa (Compilation)
- 2001: Dabah
- 2007: Senegal